# Клоувердейл (Огайо)
Клоувердейл (англ. Cloverdale) — селище (англ. village) в США, в окрузі Патнем штату Огайо. Населення — 170 осіб (2020).

## Географія
Клоувердейл розташований за координатами 41°1′9″ пн. ш. 84°17′59″ зх. д. / 41.01917° пн. ш. 84.29972° зх. д. (41.019288, -84.299742).  За даними Бюро перепису населення США в 2010 році селище мало площу 1,48 км², з яких 1,46 км² — суходіл та 0,02 км² — водойми.

## Демографія
Згідно з переписом 2010 року, у селищі мешкало 168 осіб у 69 домогосподарствах у складі 43 родин. Густота населення становила 114 особи/км².  Було 77 помешкань (52/км²).
Расовий склад населення:
| - 95,8 % — білих - 0,6 % — чорних або афроамериканців |

До двох чи більше рас належало 3,0 %. Частка іспаномовних становила 3,0 % від усіх жителів.
За віковим діапазоном населення розподілялося таким чином: 29,8 % — особи молодші 18 років, 61,9 % — особи у віці 18—64 років, 8,3 % — особи у віці 65 років та старші. Медіана віку мешканця становила 35,3 року. На 100 осіб жіночої статі у селищі припадало 97,6 чоловіків;  на 100 жінок у віці від 18 років та старших — 100,0 чоловіків також старших 18 років.
Середній дохід на одне домашнє господарство  становив 46 141 долар США (медіана — 42 917), а середній дохід на одну сім'ю — 50 468 доларів (медіана — 52 750). Медіана доходів становила 40 625 доларів для чоловіків та 38 125 доларів для жінок. За межею бідності перебувало 22,2 % осіб, у тому числі 31,0 % дітей у віці до 18 років та 5,6 % осіб у віці 65 років та старших.
Цивільне працевлаштоване населення становило 61 осіб. Основні галузі зайнятості: виробництво — 55,7 %, освіта, охорона здоров'я та соціальна допомога — 19,7 %, науковці, спеціалісти, менеджери — 4,9 %, сільське господарство, лісництво, риболовля — 4,9 %.